# Arkadiosz (író)
Arkadiosz (Ἀρκάδιος, latinosan: Arcadius) (?) görög író
Antiochiából származott, ennél többet nem tudunk róla, még azt sem, hogy pontosan mikor élt (talán időszámításunk után). A Szuda-lexikon említi néhány munkáját, amelyek még töredékesen sem maradtak fenn.